# قمع الرهبنة اليسوعية

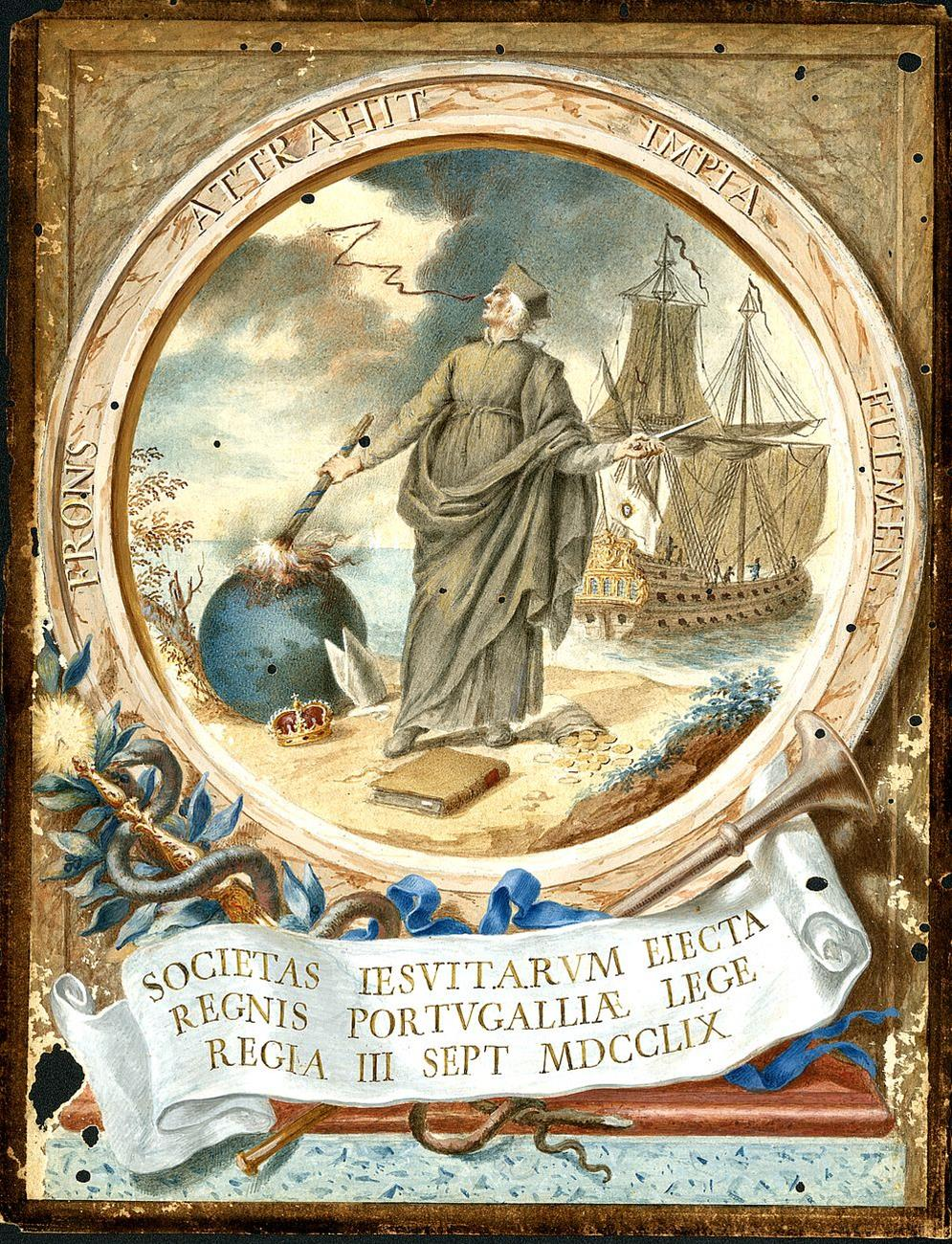
«طُرد اليسوعيون من مملكة البرتغال بموجب المرسوم الملكي الصادر في 3 سبتمبر عام 1759»، ضربت صاعقة كاهنًا يسوعيًا خلال محاولته إشعال النار في كرة أرضية وتاج الأسقف وتاج ملكي بينما تستعد سفينة شراعية ضخمة للإبحار من الشواطئ البرتغالية في الخلفية، ويوجد أيضًا كيس من العملات الذهبية وكتاب مغلق (رموز الثروة والسيطرة على التعليم) عند قدمي الكاهن)

قمع اليسوعيين، هو الإقصاء السياسي لجميع أعضاء الرهبنة اليسوعية من معظم بلدان أوروبا الغربية ومستعمراتها الذي بدأ في عام 1759 ووافق عليه الكرسي الرسولي عام 1773. أعاد البابا بيوس السابع الرهبنة اليسوعية إلى مقاطعاتها السابقة في عام 1814، ثم بدأ اليسوعيون في استئناف عملهم في تلك البلدان.
طُرد اليسوعيون بالتسلسل من الإمبراطورية البرتغالية (1759) وفرنسا (1764) ومملكة الصقليتين ومالطا ودوقية بارما والإمبراطورية الإسبانية (1767) والنمسا والمجر (1782). يعتبر تحليل أسباب هذا الطرد أمرًا معقدًا بسبب المناورات السياسية في كل بلد من هذه البلدان التي اقتفي أثر بعض الدلائل فيها على الرغم من عدم شفافيتها. وافقت البابوية على مضض على مطالب الممالك الكاثوليكية المختلفة المعنية، لكنها لم تقدم أي تفسير لاهوتي لهذا القمع.
يقترح المؤرخون وجود العديد من العوامل المسببة لهذا القمع، إذ لم لكن اليسوعيون موضع ثقة بسبب قربهم من البابا الذي يمتلك سلطةً في الشؤون الدينية والسياسية للدول المستقلة. تعددت الأسباب الكامنة خلف القمع في فرنسا، من بينها الينسينية والفكر الحر ونفاذ الصبر فيما يتعلق بالنظام القديم للأمور. نظرت الأنظمة الملكية المطلقة -خلال محاولتها لمركزة السلطة السياسية وعلمنتها- إلى اليسوعيين باعتبارهم فوق وطنيين، ومبالغين في تحالفهم مع البابوية، ومفرطين في استقلالهم عن الملوك الذين يعملون في أراضيهم. أيد البابا كليمنت الرابع عشر في موجزه البابوي الرب والمخلص (21 يوليو عام 1773) قمع الرهبنة اليسوعية باعتباره أمرًا واقعًا. وفي المقابل، بقي هذا النظام الديني مستمرًا، إذ واصل عملياته في الصين وروسيا وبروسيا والولايات المتحدة، وسمحت كاترين الثانية بتأسيس بيت جديد للمترهبنين.

## نبذة عامة عن القمع
بدأ الحظر المفروض على اليسوعيين بين عامي 1606 و1656/7 من خلال ما يسمى بالحظر البندقي بسبب الخلافات بين جمهورية البندقية والبابوية، إذ بدأ هذا الحظر وانتهى قبل قمع اليسوعيين في القرن الثامن عشر في العديد من البلدان.
اكتسبت الرهبنة اليسوعية سمعةً طيبةً في أوروبا فيما يتعلق بالمناورة السياسية والنجاح الاقتصادي بحلول منتصف القرن الثامن عشر. تزايد قلق الملوك في العديد من الدول الأوروبية مما اعتبروه تدخلًا أجنبيًا غير مبرر. كان لطرد اليسوعيين من بلدانهم فائدةً إضافيةً متمثلةً في السماح للحكومات بمصادرة ثرواتهم ومملكاتهم. وفي المقابل، قال المؤرخ تشارلز جيسبون: «لا نعرف ما مدى علاقة هذا الأمر بطردهم».
استغلت العديد من الدول هذه الأحداث المختلفة لكي تبدأ في اتخاذ الإجراءات. بدأت سلسلة من الصراعات السياسية بين مختلف الملوك -ولا سيما في فرنسا والبرتغال- بدءًا من النزاعات على الأراضي في عام 1750، ثم بلغت هذه الصراعات ذروتها عند تعليق العلاقات الدبلوماسية وتفكيك البابا للرهبنة اليسوعية في معظم الدول الأوروبية وحدوث بعض عمليات الإعدام. شاركت كل من الإمبراطورية البرتغالية وفرنسا ومملكة الصقليتين ودوقية بارما والإمبراطورية الإسبانية في عمليات القمع هذه بأساليب مختلفة.
بدأت هذه الصراعات ببعض النزاعات التجارية، كالتي حدثت في البرتغال (1750) وفرنسا (1755) ومملكة الصقليتين (أواخر خمسينيات القرن الثامن عشر) مثلًا. استغلت حكومة جوزيه الأول البرتغالي تراجع سلطة البابا بندكت الرابع عشر في عام 1758، إذ رحلت اليسوعيين من أمريكا الجنوبية وأعادت توطينهم برفقة عمالهم المحليين، الأمر الذي تسبب في بدء نزاع مقتضب انتهى بالقمع النهائي لليسوعيين في عام 1759. أصدر البرلمان الفرنسي (البلاط الملكي وليس الهيئة التشريعية) حكمًا ضد الرهبنة اليسوعية في قضية إفلاس ضخمة تحت ضغط عدة مجموعات كنسية وعلمانية بارزة في عام 1762، من بينهم عشيقة الملك مدام دي بومبادور. قمعت النمسا ومملكة الصقليين اليسوعيين بموجب مرسوم لعام 1767.

## أسباب القمع

### القمع القومي الأول: البرتغال وإمبراطوريتها عام 1759
(صورة 2: لوحة للويس ميشيل فان لو يظهر فيها ماركيز دي بومبال الذي قاد عمليات قمع اليسوعيين في البرتغال وإمبراطوريتها، عام 1766)
هيمنت التوترات على العلاقة بين التاج البرتغالي واليسوعيين لفترة طويلة، إذ اشتدت حدتها عندما أصبح الكونت الأول لأويرس (سُمي ماركيز دي بومبال لاحقًا) وزيرًا للدولة، وبلغت ذروتها عندما طرد اليسوعيين من الإمبراطورية البرتغالية عام 1759. يمكن اعتبار قضية تافورا لعام ْ1758 ذريعةً لطرد اليسوعيين ومصادرة أملاكهم. يرى المؤرخان جيمس لوكهارت وستيورات بي. شفارتز أن «استقلال اليسوعيين وقوتهم وثروتهم وسلطتهم في المجال التعليمي وعلاقتهم بروما هو ما جعل منهم أهدافًا سائغةً لنزعة بومبال الملكية المتطرفة».
بدأ النزاع بين البرتغال واليسوعيين بقضية تبادل الأراضي الاستعمارية في أمريكا الجنوبية مع إسبانيا. سلمت البرتغال مدينة كولونيا ديل ساكرامنتو المتنازع عليها عند مصب نهر ريو دي لا بلاتا لإسبانيا بموجب معاهدة سرية عام 1750، وذلك مقابل المستوطنات السبعة في باراغواي، وهي البعثات اليسوعية المستقلة التي كانت تتبع اسميًا للأراضي الاستعمارية الإسبانية. أُمر الشعب الغواراني المحلي -الذي عاش في مناطق البعثات- بمغادرة بلادهم والاستقرار في أوروغواي. انتفض الشعب الغواراني ضد قرار الترحيل بسبب الظروف القاسية، الأمر الذي أسفر عن اندلاع ما يسمى بحرب الغواراني التي كانت كارثيةً بالنسبة لهم. تصاعدت وتيرة الأحداث في البرتغال ما تسبب في اندلاع معركة تزامنًا مع انتشار المنشورات التحريضية التي تدين اليسوعيين أو تدافع عنهم بعد حمايتهم لشعب الغواراني من الاستعباد لأكثر من قرن من خلال شبكة من المستوطنات، الأمر الذي صوره فيلم المهمة. وبذلك، ضمن المستعمرون البرتغاليون طرد اليسوعيين.
تمكن بومبال من إقناع البابا المسن بندكت الرابع عشر بتعيين الكاردينال البرتغالي سالدناها للتحقيق في المزاعم ضد اليسوعيين في عام 1 أبريل عام 1758. شكك البابا بنديكت الرابع عشر في جسامة الانتهاكات المزعومة، وأمر بإجراء «تحقيق دقيق»، لكن أحيلت جميع القضايا الجادة إليه حفاظًا على سمعة الرهبنة. توفي بنديكت في الشهر التالي في يوم 3 مايو، ثم أعلن سالداناها -بعد تلقيه للموجز البابوي قبل أسبوعين- في 15 مايو أن اليسوعيين مذنبين بسبب ممارستهم «لسلوكيات غير مشروعة وعامة وفاضحة» في البرتغال ومستعمراتها. لم يزر سالداناها منازل اليسوعيين كما أمره البابا، وتحدث علنًا عن القضايا التي أراد البابا الاحتفاظ بها لنفسه.